# 沙日浩来镇
沙日浩来镇，是中华人民共和国内蒙古自治区通辽市奈曼旗下辖的一个乡镇级行政单位。

## 行政区划
沙日浩来镇下辖以下地区：
东沙日浩来嘎查、西沙日浩来嘎查、哈日干图村、宝贝河嘎查、友爱村、金星村、孟和杭沙尔村、黑鱼泡子村、巴嘎淖尔村、三家子村、伊马钦村、水泉村、白音他拉嘎查和呼和嘎查。